# Федеральное агентство правительственной связи и информации при Президенте Российской Федерации

Флаг Федерального агентства правительственной связи и информации при президенте Российской Федерации (ФАПСИ), 2001 год.

Федеральное агентство правительственной связи и информации при Президенте Российской Федерации (ФАПСИ) — специальный орган Российской Федерации, с 24 декабря 1991 года по 11 марта 2003 года.

## История
Агентство создано Указом президента РСФСР № 313 от 24 декабря 1991 года «О создании Федерального агентства правительственной связи при Президенте РСФСР» на базе Комитета правительственной связи при Президенте РСФСР, Государственного информационно-вычислительного центра при Государственной комиссии по чрезвычайным ситуациям (Госцентр СССР) с подведомственными ему организациями (НИИ «Ромб», НИИ «Энергия», НИЦ «Терминал», Научно-тематический центр) и Московского НИИ электротехники Научно-производственного объединения «Автоматика». Также в его состав вошло бывшее 16-е управление КГБ СССР, которое стало именоваться Главное управление радиоэлектронной разведки средств связи (ГУРРСС или 3ГУ).
Первым директором ФАПСИ 24 декабря 1991 года был назначен Старовойтов Александр Владимирович с присвоением ему звания генерал-полковника.
Статус и назначение ФАПСИ были определены Законом России № 4524-1 от 19 февраля 1993 года «О федеральных органах правительственной связи и информации».
Эмблема ФАПСИ учреждена Указом президента России № 338, от 15 марта 1999 года, «Об учреждении геральдического знака — эмблемы федеральных органов правительственной связи и информации».
Флаг ФАПСИ учреждён Указом президента России № 1228, от 15 октября 2001 года, «О флаге Федерального агентства правительственной связи и информации при Президенте Российской Федерации и знамени войск Федерального агентства правительственной связи и информации при Президенте Российской Федерации».
В 1995 году уже началась подготовка большой реформы МВД России, нацеленной на совершенствование государственного управления в области безопасности РФ. В ходе этой реформы Федеральное агентство правительственной связи и информации должны были расформировать, а все его функции передать Федеральной службе безопасности. Однако, согласно Указу президента РФ от 11 марта 2003 года № 308, «О мерах по совершенствованию государственного управления в области безопасности Российской Федерации» все обязанности ФАПСИ были распределены между ФСО России, ФСБ России, СВР России и Службой специальной связи и информации при Федеральной службе охраны Российской Федерации.

## Структура
Структура ФАПСИ была строго засекречена и, по некоторым данным, была схожа со структурой американской спецслужбы АНБ, имеющей схожие цели и задачи. Однако большинство источников указывают в структуре ФАПСИ следующие подразделения:
- Главное научно-техническое управление;
- Главное управление правительственной связи;
- Главное управление безопасности связи;
- Главное управление радиоэлектронной разведки средств связи;
- Главное управление информационных систем;
- Главное административное управление;
- Криптографическая служба;
- Управление внешних связей.

## Цели и задачи
ФАПСИ имело статус центрального органа федеральной исполнительной власти, ведающего вопросами организации и обеспечения правительственной связи, иных видов специальной связи для государственных органов, организации и обеспечения криптографической и инженерно-технической безопасности шифрованной связи, организации и ведения разведывательной деятельности в сфере шифрованной, засекреченной и иных видов специальной связи, специального информационного обеспечения высших органов государственной власти Российской Федерации, центральных органов федеральной исполнительной власти.
Подготовку специалистов для ФАПСИ в основном осуществляло Орловское высшее военное командное училище связи (ОВВКУС) (в 1992 году училище преобразовано в Военный институт правительственной связи, а в 2000 году — в Академию ФАПСИ; ныне Академия ФСО России). Воронежское военно-техническое училище (ВВТУ ФАПСИ); ныне филиал Академии ФСО. Также подготовка осуществлялась на базе учебных заведений смежных ведомств, например, Курс ФАПСИ (с 2000 года 6-й дивизион) при ГВИ ФПС России.
Основными направлениями деятельности ФАПСИ являлись:
- организация и обеспечение эксплуатации, безопасности, развития и совершенствования правительственной связи, иных видов специальной связи и систем специальной информации для государственных органов;
- обеспечение в пределах своей компетенции сохранности государственных секретов; организация и обеспечение криптографической и инженерно-технической безопасности шифрованной связи в Российской Федерации и её учреждениях за рубежом;
- организация и ведение внешней разведывательной деятельности в сфере шифрованной, засекреченной и иных видов специальной связи с использованием радиоэлектронных средств и методов;
- обеспечение высших органов государственной власти Российской Федерации, центральных органов федеральной исполнительной власти, Совета безопасности Российской Федерации достоверной и независимой от других источников специальной информацией (материалы внешней разведывательной деятельности, информация по поддержанию управления народным хозяйством в особый период, военное время и при чрезвычайных ситуациях, экономическая информация мобилизационного назначения, информация социально-экономического мониторинга), необходимой им для принятия решений в области безопасности, обороны, экономики, науки и техники, международных отношений, экологии, а также мобилизационной готовности.
- лицензирование предприятий, осуществляющих деятельность в сфере защиты информации, связи и коммуникаций, а также тех предприятий, деятельность которых связана с использованием сведений, составляющих государственную тайну.[6]
- сертификация средств связи и защиты информации.[7]

С развитием интернет-технологий перед поставщиками телекоммуникационных услуг встал вопрос об обеспечении сохранности конфиденциальной информации своих пользователей, что предполагало использование средств криптографической защиты. Лицензирование всех этих средств, а также самой деятельности поставщиков телекоммуникационных услуг занималось Федеральное агентство правительственной связи и информации, однако для конечного пользователя, лицензия ФАПСИ для использования СКЗИ (средств криптографической защиты информации) не требовалась.
В годы существования ФАПСИ спецслужбы РФ вели активную разведывательную деятельность на территории других стран. Эта деятельность неразрывно связана с проблемами шифрования, передачи и сохранности разведывательной информации, поэтому к этой работе привлекались и сотрудники ФАПСИ. По мнению Олега Гордиевского, в группу могли входить: четыре человека для политической разведки, три для контрразведки, два для технологической разведки и один для экономической. Кроме этого, сотрудник, работающий с компьютерами, и сотрудник, отвечающий за радиоразведку, а также водитель, шифровальщик и агент, обеспечивающий отсылку закодированных сообщений. Естественно, все подробности подобных операций находятся под грифом секретности.
Прямой и самой главной обязанностью ФАПСИ было обеспечение шифрования линий связи президента и премьер-министра, а также отслеживание и пресечение несанкционированного доступа ко всем электронным системам, имеющих отношение к государственной инфраструктуре, в том числе транспортной, энергетической и другим. Об этом сотрудники ФАПСИ докладывали высшему руководству на немногочисленных несекретных докладах. Кроме того, Агентство пристально следило за деятельностью других государств в этой области, отслеживало все экономические транзакции, а также занималось наблюдением интернет-активности, что, по некоторым данным, давало Агентству возможность отслеживать действия некоторых людей в сети.[нужна атрибуция мнения] Активно прорабатывалась концепция информационного оружия в контексте ведения боевых действий, как альтернатива оружию массового поражения.
Весной 1998 года ФАПСИ представило криптографическое устройство для телефонов в сети GSM, обеспечивавшее защищённую связь при голосовых вызовах и позволявшее безопасно передавать данные в том числе по факсу. Заявлялось, что криптограф гарантировал уровень криптостойкости «10 в 77-й степени» при использовании 256-битного ключа. Однако один такой терминал стоил около 17 тысяч долларов США по тем временам, что препятствовала коммерческому успеху разработки.

## Руководство

### Генеральные директора
- генерал армии Старовойтов Александр Владимирович (24 декабря 1991 — 7 декабря 1998);
- генерал-полковник Шерстюк Владислав Петрович (7 декабря 1998 — 31 мая 1999);
- генерал армии Матюхин Владимир Георгиевич (31 мая 1999 — 11 марта 2003).

## Код номерных знаков
Код номерных знаков транспортных средств Федерального агентства правительственной связи и информации при Президенте Российской Федерации (ФАПСИ) — 16.

### Книги
- Ю. А. Абрамов. Белая книга российских спецслужб. — Обозреватель, 1995. — 131 с. — ISBN 5-86629-016-2.
- Чертопруд Сергей. Научно-техническая разведка от Ленина до Горбачева. — Олма-Пресс, 2002. — 276 с. — ISBN 5-94849-068-8.

### Нормативные акты
- Указ президента РСФСР № 313, от 24 декабря 1991 года, «О создании Федерального агентства правительственной связи при Президенте РСФСР»
- Закон Российской Федерации № 4524-1, от 19 февраля 1993 года, «О федеральных органах правительственной связи и информации»
- Указ президента Российской Федерации № 338 от 15 марта 1999 года, «Об учреждении геральдического знака — эмблемы федеральных органов правительственной связи и информации»
- Указ президента Российской Федерации № 1228 от 15 октября 2001 года, «О флаге Федерального агентства правительственной связи и информации при Президенте Российской Федерации и знамени войск Федерального агентства правительственной связи и информации при Президенте Российской Федерации»
- Указ президента Российской Федерации № 308, от 11 марта 2003 года, «О мерах по совершенствованию государственного управления в области безопасности Российской Федерации»
- Постановление правительства РФ от 15 сентября 1999 г. № 1040 «О мерах по противодействию терроризму»
- Постановление Верховного Совета Российской Федерации от 16 декабря 1992 г. № 4117-1 «О проекте Закона Российской Федерации „О федеральных органах правительственной связи и информации“»
- Указ президента РФ «О заместителе Генерального директора Федерального агентства правительственной связи и информации при Президенте Российской Федерации» (от 23 апреля 1993 года)
- Постановление правительства РФ от 2 сентября 1998 г. № 1016 «О мерах по обеспечению устойчивого функционирования орбитальной группировки и развития сетей спутниковой связи и вещания Российской Федерации»